# تری رید
تری رید (انگلیسی: Terry Reid; ۱۳ نوامبر ۱۹۴۹ – ۴ اوت ۲۰۲۵) خواننده، گیتارنواز، موسیقی‌دان، و ترانه‌پرداز اهل بریتانیا بود که بیشتر به خاطر سبک احساسی آواز خواندنش در اجراهای نوازندگان برجسته به عنوان خواننده و نوازنده مکمل شناخته می‌شد.. وی که بین سال‌های ۱۹۶۱ تا ۲۰۲۵ میلادی فعالیت می‌کرد توسط رولینگ استون به عنوان «هنرمند هنرمندان» توصیف شده بود.
او توسط معاصرانش به عنوان استعدادی برجسته در موسیقی راک انگلیسی، چه به عنوان گیتارنواز و چه به عنوان خواننده، شناخته می‌شد.

## زندگی شخصی، بیماری و مرگ
رید از ازدواج اولش با همسرش لین در دهه ۱۹۷۰، دو دختر به نام‌های کلی و هالی داشت؛ دختران رید در دهه ۱۹۹۰ موضوع دعوای حضانت بودند. تا سال ۱۹۷۶ رید با سوزان جانسون ازدواج کرده بود، اما این زوج در سال ۱۹۸۲ از هم جدا شدند و رید دوباره در سال ۲۰۰۴ با آنت گریدی ازدواج کرد. او تا سال ۲۰۱۶ در لا کوئینتا (کالیفرنیا)، و پام دزرت (کالیفرنیا)، اقامت داشت. رید در اواخر عمرش با سیگار کشیدن زیاد و الکل مشکل داشت، اما در سال ۲۰۱۶ و پس از بستری شدن در بیمارستان، سیگار کشیدن و نوشیدن زیاد الکل را ترک کرد.
در ژوئن ۲۰۲۵ به سرطان مبتلا شد. این موضوع در ژوئیه ۲۰۲۵ اعلام شد، زمانی که آنجی برویر، نوازنده دیگر، برای هزینه‌های پزشکی خود درخواست جمع‌آوری کمک مالی کرد. برویر در صفحه گوفاندمی نوشت: «تری هرگز خودش این درخواست را نمی‌کرد، به همین دلیل ما از او درخواست کمک می‌کنیم.»
رید در ۴ اوت ۲۰۲۵ در سن ۷۵ سالگی در رنچو میراژ (کالیفرنیا) بر اثر سرطان درگذشت. خبر درگذشت او روز بعد اعلام شد.